# Węgry na Zimowych Igrzyskach Olimpijskich 1972
Węgry na Zimowych Igrzyskach Olimpijskich 1972 reprezentowała jedna zawodniczka: łyżwiarka figurowa Zsuzsa Almássy. Był to jedenasty start reprezentacji Węgier na zimowych igrzyskach olimpijskich.

## Skład kadry

### Łyżwiarstwo figurowe
Kobiety
| Zawodniczka    | J.O. | J.D. | Punkty | Numer | Miejsce |
| -------------- | ---- | ---- | ------ | ----- | ------- |
| Zsuzsa Almássy | 5    | 4    | 2592,4 | 47    | 5       |